# 飢餓戰爭
飢餓戰爭是1414年夏天波蘭王國和立陶宛大公國為了解決領土爭議與條頓騎士團的短暫衝突。得此命名是因為雙方在戰爭中皆採用焦土戰術，戰爭在沒有取得主要政治成果情況下結束，但干旱和飢荒却在普鲁士肆虐。據估計，86名條頓騎士團成員死於戰爭帶來的瘟疫。與之相比，約有400命騎士殞命于中世紀歐洲最大的戰爭之一的1410年格倫瓦德之戰。

## 背景
在1410-1411年的波蘭-立陶宛-條頓戰爭後，立陶宛大公國與條頓騎士團之間的問題並沒有完全解決。最迫切的問題就是普魯士和薩莫吉希亞間的邊境。立陶宛大公維陶塔斯大帝主張尼曼河右岸包括梅梅爾鎮（今克萊佩達)的領土。而條頓騎士團要求在維陶塔斯大帝及波蘭國王雅蓋沃過世后，薩莫吉希亞能歸他們所有。神聖羅馬帝國皇帝西吉斯蒙德同意參與調停爭端，并指派本尼迪克特· 馬克拉審理該爭端。1413年5月三日，本尼迪克特· 馬克拉將尼曼河右岸包括梅梅爾鎮領土裁定給立陶宛。騎士們不接受這一裁定，騎士團團長海因里希·馮·普勞恩命令軍隊挺近波蘭北部。這支由米夏埃爾·庫切梅斯特·馮·施坦伯格帶領的部隊在進軍16天后就返回了普魯士。 騎士們認為騎士團在1410年格倫瓦德之戰敗北后尚未恢復元氣，並沒有準備好再次與波蘭開戰。 庫切梅斯特罷黜了普勞恩，并自己成為騎士團長。他曾試圖在1414年五月與波蘭重新開始和談。由於波蘭國王雅蓋沃要求重立普勞恩為團長并拒絕做出讓步，和談破裂。

## 經過
1414年夏天，雅蓋沃國王和維陶塔斯大公的軍隊挺近條頓騎士團統治的普魯士。經由奧斯特魯達進入瓦爾米亞，一路洗劫村莊和燒毀莊稼。條頓騎士們決定集中他們的防守力量于庫爾默蘭。騎士們發現波蘭與立陶宛聯軍在會戰中比他們更勝一籌，便躲在他們的骑士团城堡里拒不開戰。庫切梅斯特寄希望於斷絕侵略軍的糧草與給養，也使用了焦土政策。這一戰術後來造成了這一地區的瘟疫與饑荒。不知是由於侵略軍無法或是不願取得決定性的軍事勝利，條頓騎士團城堡面臨了長期的包圍。教皇使节洛桑的威廉提議使用外交手段來解決爭端。十月，雙方在史特拉斯堡（今布羅德尼察）簽署了兩年的休戰協議。雅蓋沃和維陶塔斯同意將他們的情況提交到康士坦斯大公會議請求裁決。但實際上，這樁領土爭端直到1422年的《梅爾諾海合約》時才算解決。